# Cnemaspis uzungwae
Cnemaspis uzungwae este o specie de șopârle din genul Cnemaspis, familia Gekkonidae, descrisă de Perret 1986. Conform Catalogue of Life specia Cnemaspis uzungwae nu are subspecii cunoscute.